# 머독 (웨스턴오스트레일리아주)

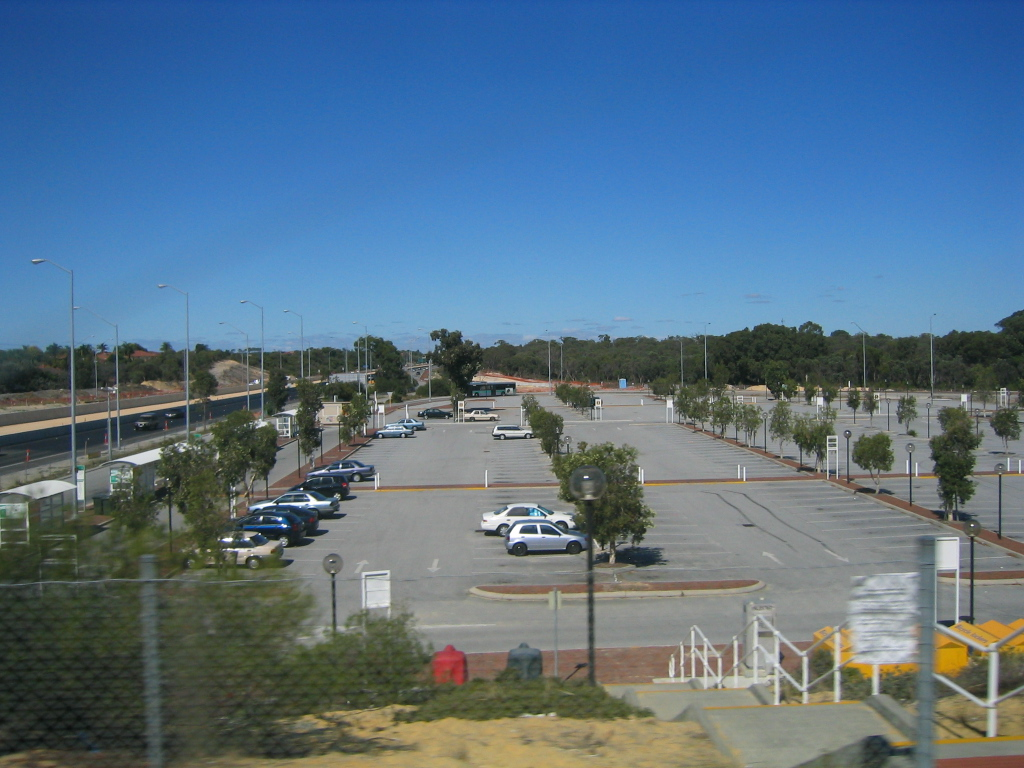
머독 파크 'n' 라이드

머독(Murdoch)은 오스트레일리아에 위치한 퍼스의 근교 지역을 일컫는다. 퍼스 시에서 12 km 떨어져 있다. 시티 오브 멜빌 지역에 위치한다. 머독 대학과 머독 세인트 존 오브 갓 병원이 소재한다. 피오나 스탠리 병원도 지어질 예정이다.

## 위치
웨스트오스트레일리아 주 윈드롭,베이트만, 카르디냐, 노스 레이크 등과 가깝다. 각각의 근교 지역과의 경계는 소머빌 드라이브, 머독 드라이브, 프레스콧 드라이브, 파링톤 로드이다.

## 쇼핑
머독에는 쇼핑 시설이 드물다. 하지만 소모빌 로드의 윈드롭 마을, 카르디냐 공원, 불크릭 쇼핑 센터, 가든 시티 등의 몇몇 쇼핑 센터가 근처에 있다.

## 교통
머독에는 버스 터미널인 머독 파크 앤 라이드가 위치해 있다. 곧 트랜스퍼스 노선의 머독 역으로 대체될 전망이다. 주요한 버스 노선은 사우스 가를 운행하는 순환노선을 포함한다. 183번 노선도 머독 파크앤 라이드 터미널에서 운행한다. 185번 노선은 머독 대학에도 정차한다.

## 같이 보기
- 트랜스퍼스 노선
- 머독 대학교